# FC 105 Libreville
El Football Canon 105 de Libreville, conocido como FC 105 Libreville, es un equipo de fútbol de Gabón que juega en la Primera División de Gabón, la liga de fútbol más importante del país.

## Historia
Fue fundado en 1975 como un equipo compuesto de la Fuerza Armada y la Policía de Gabón y es el equipo más ganador del país con 11 títulos de liga, 5 de copa y 1 supercopa.

## Palmarés
- Primera División de Gabón: 11

1978, 1982, 1983, 1985, 1986, 1987, 1997, 1998, 1999, 2001, 2007
- Copa Interclubes de Gabón: 5

1984, 1986, 1996, 2004, 2009
- Supercopa de Gabón: 1

2007
- Segunda División de Gabón: 1

2014

## Participación en competiciones de la CAF

### Liga de Campeones de la CAF
| Temporada | Ronda | Club             | Casa | Visita | Global  |
| --------- | ----- | ---------------- | ---- | ------ | ------- |
| 1998      | 1     | Dynamic Togolais | 6-2  | 3-3    | 9-5     |
| 1998      | 2     | ASEC Mimosas     | 2-2  | 0-2    | 2-4     |
| 1999      | 1     | ASEC Mimosas     | 1-0  | 1-3    | 2-3     |
| 2000      | 1     | Sable FC         | 1-1  | 1-2    | 2-3     |
| 2002      | 1     | ASEC Mimosas     | 2-4  | 0-4    | 2-8     |
| 2008      | 1     | TP Mazembe       | 1-1  | 0-0    | 1-1 (a) |

### Copa Africana de Clubes Campeones
| Temporada | Ronda            | Club                | Casa  | Visita | Global      |
| --------- | ---------------- | ------------------- | ----- | ------ | ----------- |
| 1979      | 1                | Étoile du Congo     | 1-1   | 0-2    | 1-3         |
| 1983      | 1                | Asante Kotoko       | 1-2   | 0-2    | 1-4         |
| 1984      | 1                | Anges de Fatima     | 3-1   | 5-1    | 8-2         |
| 1984      | 2                | Sanga Balende       | 2-0   | 2-0    | 4-0         |
| 1984      | Cuartos de final | AC Semassi FC       | w.o.1 | w.o.1  | w.o.1       |
| 1986      | 1                | Stade Centrafricain | 1-0   | 0-2    | 1-2         |
| 1987      | 1                | FC Lupopo           | 0-0   | 0-1    | 0-1         |
| 1988      | 1                | Asante Kotoko       | 2-0   | 0-2    | 2-2 (5-4 p) |
| 1988      | 2                | AS Inter Star       | 2-1   | 1-1    | 3-2         |
| 1988      | Cuartos de final | ES Sétif            | 3-1   | 0-3    | 3-4         |

1- FC 105 abandonó el torneo.

### Copa Confederación de la CAF
| Temporada | Ronda          | Club                 | Casa | Visita | Global    |
| --------- | -------------- | -------------------- | ---- | ------ | --------- |
| 2005      | Preliminar     | Gazelle FC           | 2-0  | 1-3    | 3-3 (a)   |
| 2005      | 1              | Inter Luanda         | 3-1  | 3-1    | 6-2       |
| 2005      | 2              | Al Ittihad Tripoli   | 2-0  | 1-3    | 3-3 (a)   |
| 2005      | 3              | ASA                  | 2-1  | 1-1    | 3-2       |
| 2005      | Fase de grupos | Ismaily SC           | 0-1  | 0-6    | 4.º lugar |
| 2005      | Fase de grupos | Al-Mokawloon Al-Arab | 1-0  | 1-2    | 4.º lugar |
| 2005      | Fase de grupos | Dolphins             | 2-3  | 0-3    | 4.º lugar |
| 2010      | 1              | DC Motema Pembe      | 0-1  | 0-0    | 0-1       |

### Copa CAF
| Temporada | Ronda            | Club                  | Casa | Visita | Global |
| --------- | ---------------- | --------------------- | ---- | ------ | ------ |
| 1992      | 1                | AS Kaloum Star        | 5-1  | 0-3    | 4-5    |
| 1992      | 2                | Dragons FC de l'Ouémé | 3-0  | 0-0    | 3-0    |
| 1992      | Cuartos de final | Nakivubo Villa        | 1-0  | 1-3    | 2-3    |
| 1996      | 1                | Unisport de Bafang    | 0-0  | 0-4    | 0-4    |
| 2001      | 1                | Cotonsport Garoua     | 3-2  | 0-2    | 3-4    |
| 2003      | 1                | Djoliba AC            | 3-0  | 1-3    | 4-3    |
| 2003      | 2                | Raja Casablanca       | 2-1  | 1-6    | 3-7    |

### Recopa Africana
| Temporada | Ronda | Club                    | Casa | Visita | Global      |
| --------- | ----- | ----------------------- | ---- | ------ | ----------- |
| 1978      | 1     | Caïman de Douala        | 3-1  | 0-2    | 3-3 (a)     |
| 1981      | 1     | Lubumbashi Sport        | 1-0  | 3-4    | 4-4 (a)     |
| 1981      | 2     | Union Douala            | 1-3  | 0-1    | 1-4         |
| 1982      | 1     | Gbessia AC              | 1-1  | 2-2    | 3-3 (a)     |
| 1982      | 2     | AS Vita Club            | 0-0  | 0-4    | 0-4         |
| 1985      | 1     | Stade d'Abidjan         | 5-1  | 1-3    | 6-4         |
| 1985      | 2     | Al Nasr Benghazi        | 2-1  | 1-3    | 3-4         |
| 1997      | 1     | Progresso do Sambizanga | 2-0  | 0-1    | 2-1         |
| 1997      | 2     | FAR Rabat               | 2-0  | 0-2    | 2-2 (3-4 p) |

## Jugadores

### Jugadores destacados
- Marcelin Tamboulas
- Henry Antchouet
- Etienne Bito'o
- Théodore Nzue Nguema
- Guy Tchingoma (Murió en un partido el 10 de febrero de 2008)
- Peter Nieketien
- Abdoul-Gafar Mamah
- Fabrice Do Marcolino